# Rose-Adélaïde Ducreux

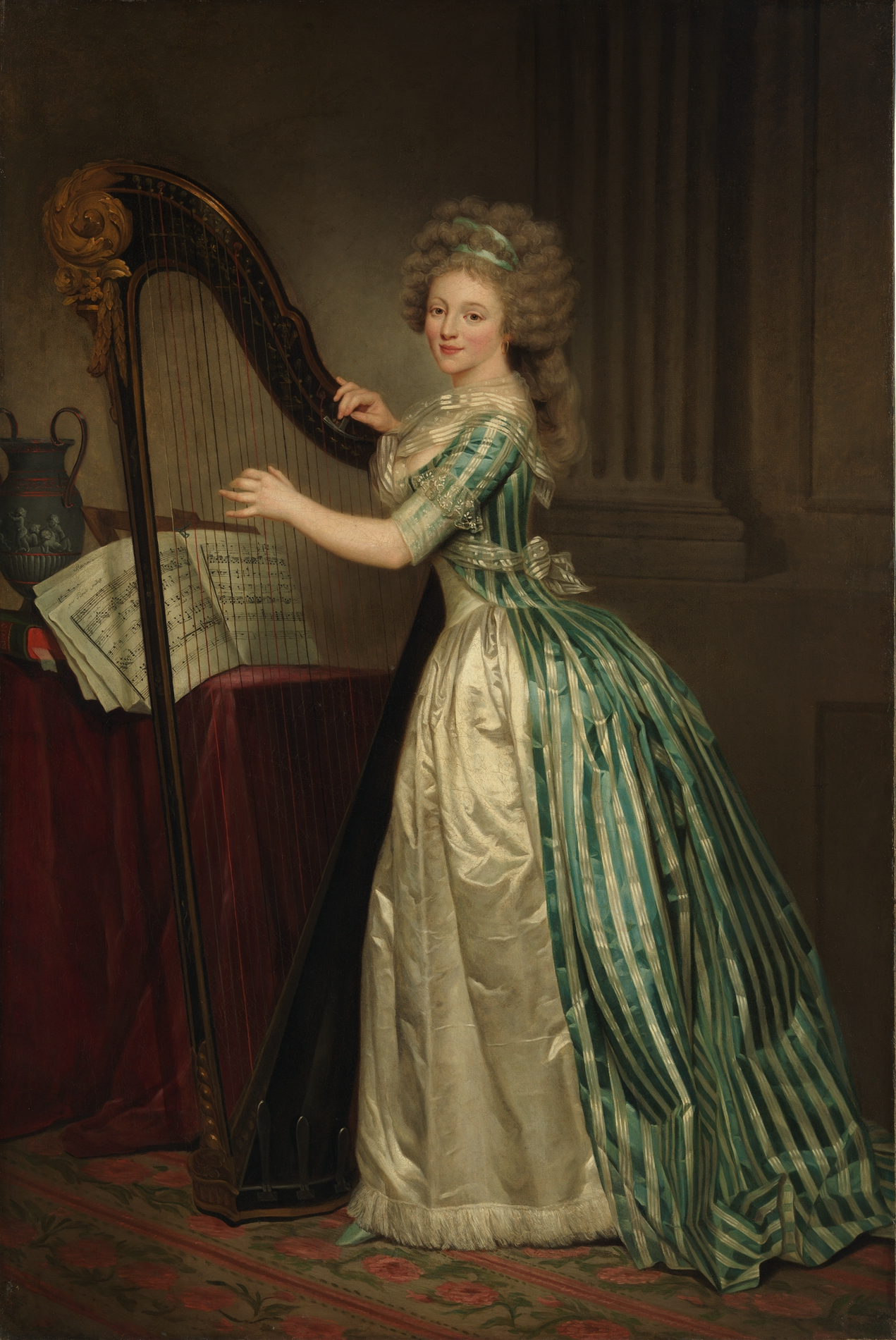
Selbstbildnis mit Harfe (1791); Metropolitan Museum of Art

Rose-Adélaïde Ducreux (* 19. August 1761 in Paris; † 26. Juli 1802 in Saint-Domingue) war eine französische Porträtmalerin des Rokoko und Musikerin. In den 1790er Jahren wurden mehrere Werke der Künstlerin im Louvre ausgestellt, zudem trat sie als Musikerin auf und verfasste selbst mehrere Stücke. Ihre Laufbahn als Künstlerin währte von 1786 bis 1799.

## Leben
Rose-Adélaïde Ducreux war das älteste von sechs Kindern des Porträtmalers Joseph Ducreux und seiner Frau Philippine Rose Cosse. Ihr Bruder Jules und ihre Schwester Antoinette-Clémence betätigten sich ebenfalls künstlerisch, ihre anderen Geschwister starben bereits früh. Ducreux nahm Kunstunterricht im Atelier ihres Vaters, ihr erstes Werk, ein 1785 entstandenes Selbstbildnis, dessen heutiger Verbleib ungeklärt ist, wurde 1786 im Pariser Salon de la Correspondance des Schriftstellers, Kunsthändlers und Unternehmers Pahin de la Blancherie gezeigt. 1791 stellte Ducreux gemeinsam mit ihrem Vater erstmals im Louvre aus und präsentierte hierbei ein Selbstporträt mit Harfe sowie das Porträt einer jungen Frau. Ersteres Werk wurde von der zeitgenössischen Kritik gelobt und gehört heute zur Sammlung des Metropolitan Museum of Art. Weitere Ausstellungen der Künstlerin im Louvre mit mehreren Dutzend Werken folgten 1793, 1795, 1798 und 1799. Ducreux malte ausschließlich Porträts im Stil des Rokoko. Zudem trat sie als Musikerin in Erscheinung und komponierte selbst mehrere Stücke.
Ducreux' künstlerische Laufbahn währte nur kurz: Bereits 1799 beendete sie ihr Schaffen und zog 1802 in die französische Kolonie Saint-Domingue, wo sie den Marine-Präfekt François-Jacques Lequoy de Montgiraud (1748–1804) heiratete. Das Paar hatte sich 1801 verlobt, bevor de Montgiraud nach Saint-Domingue versetzt wurde. Bereits kurz nach ihrer Ankunft erkrankte Ducreux jedoch an Gelbfieber und starb am 26. Juli 1802 im Alter von 40 Jahren. Ihr Vater Joseph Ducreux war nur zwei Tage zuvor in Paris gestorben.
Rose-Adélaïde Ducreux signierte ihre Werke nicht, was eine Zuordnung schwierig macht. Ein Großteil ihrer Bilder gilt als verschollen oder konnte der Künstlerin schlicht noch nicht zugeordnet werden. Andere Werke wurden aufgrund der fehlenden Signatur lange Zeit fälschlicherweise Künstlern wie Jacques-Louis David, Antoine Vestier und Élisabeth Vigée-Lebrun zugeschrieben.

## Werke (Auswahl)

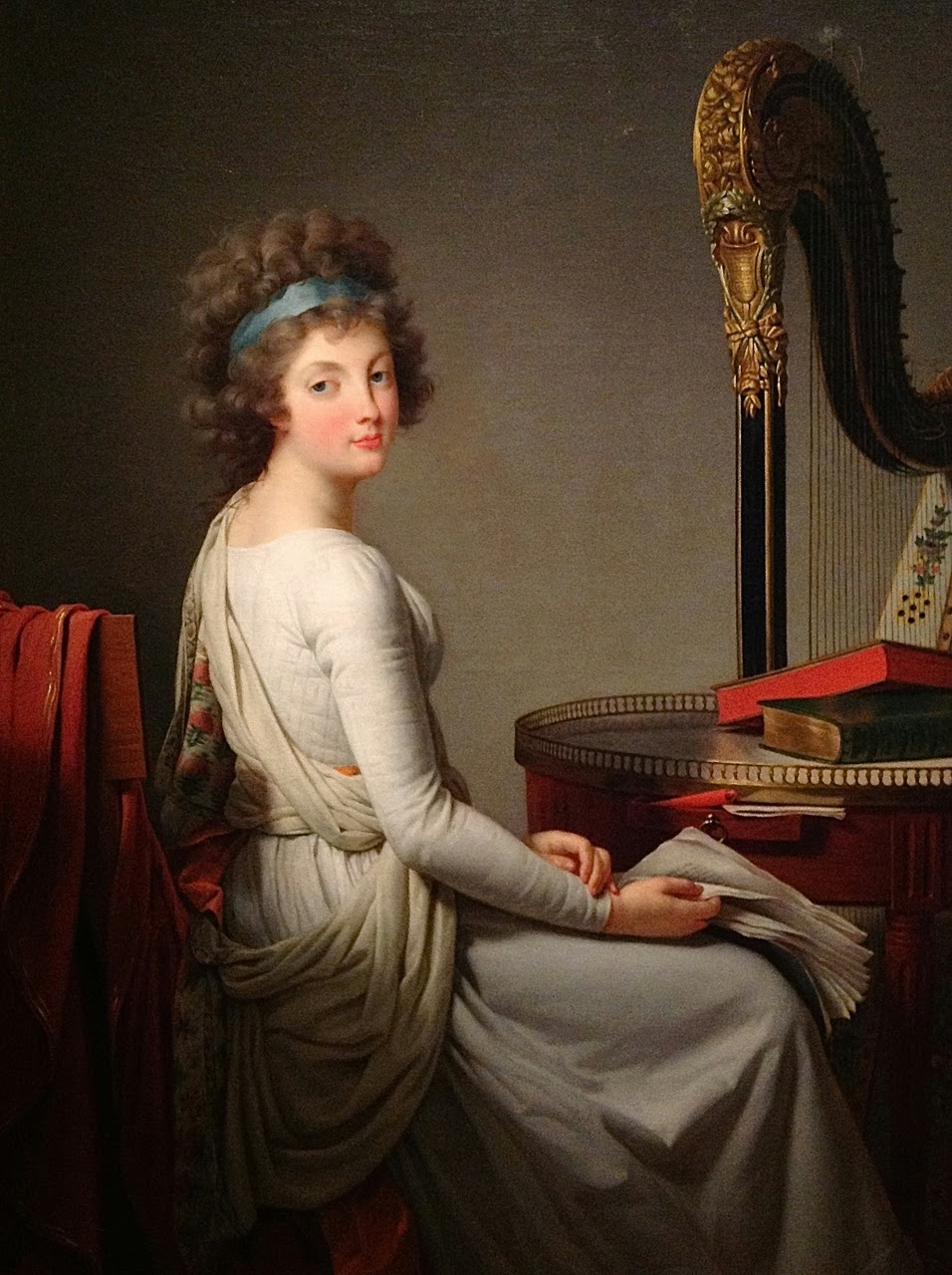
Porträt von Diana de la Vaupalière, Comtesse de Langeron (1790); Nelson-Atkins Museum of Art
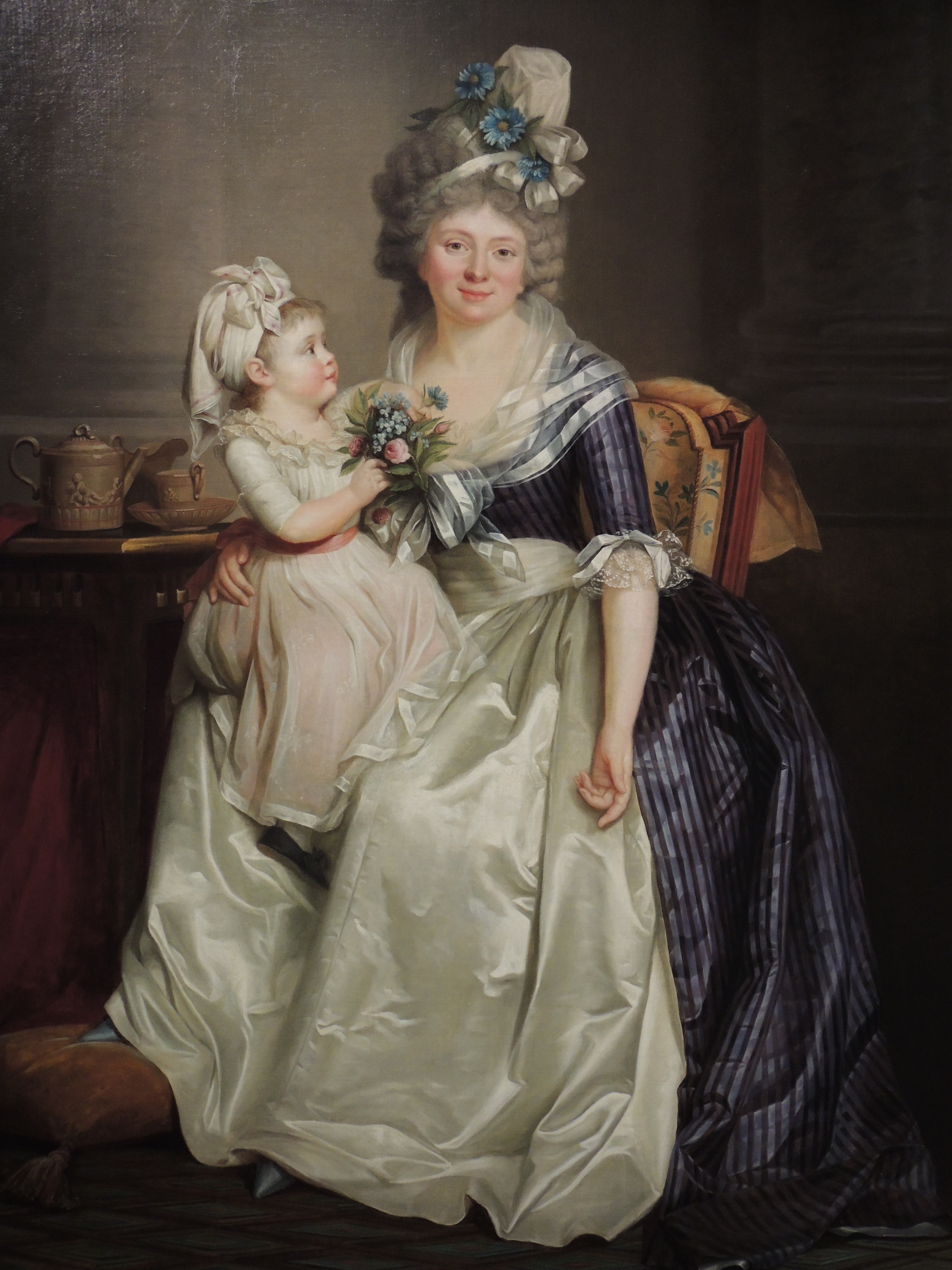
Porträt einer Frau mit ihrer Tochter (unbekannt); Musée du Luxembourg
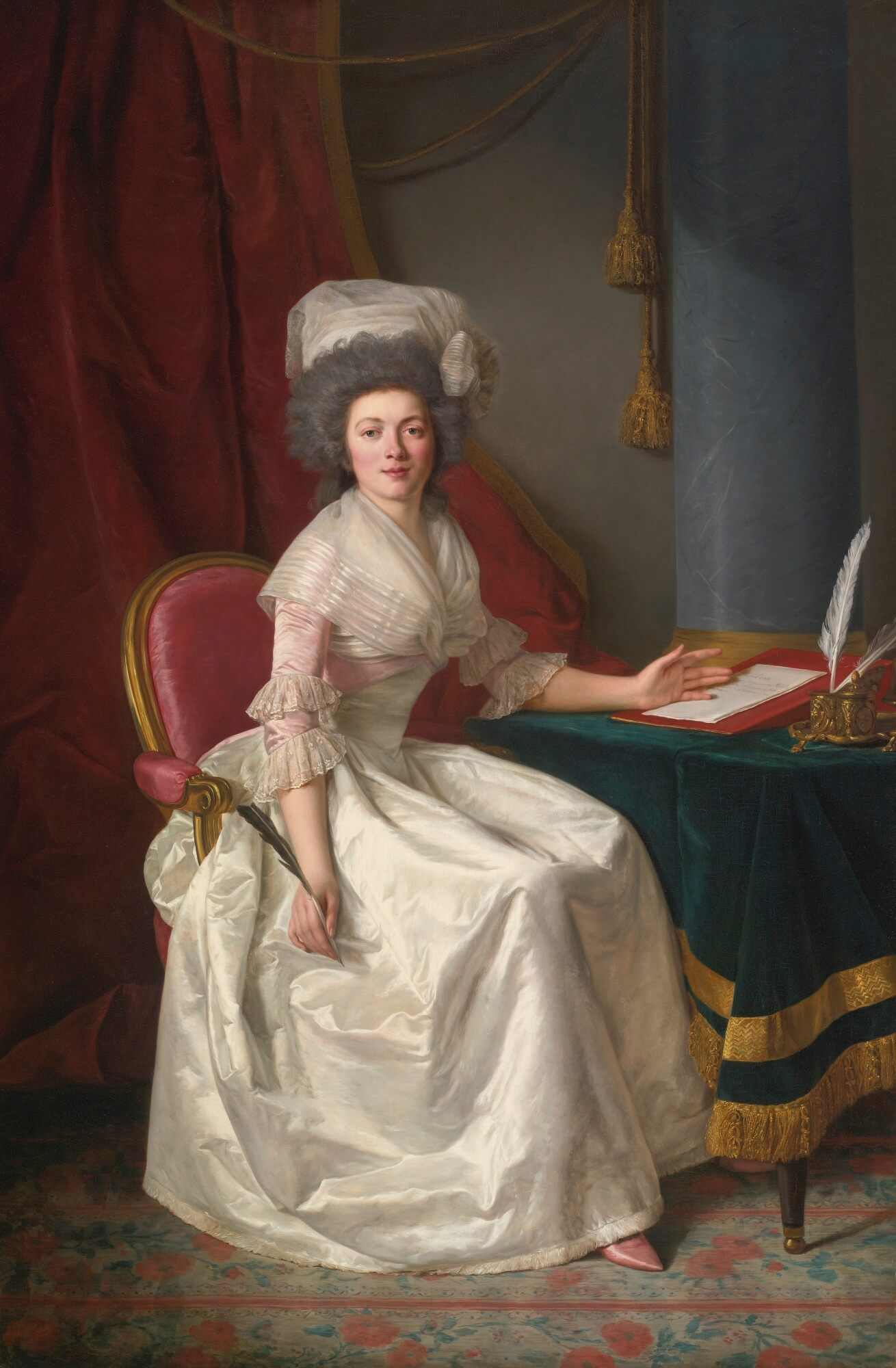
Porträt einer Dame (unbekannt); Privatbesitz